# Vaudricourt (Somme)
Vaudricourt és un municipi francès situat al departament del Somme i a la regió dels Alts de França. L'any 2007 tenia 437 habitants.

## Demografia

### Població

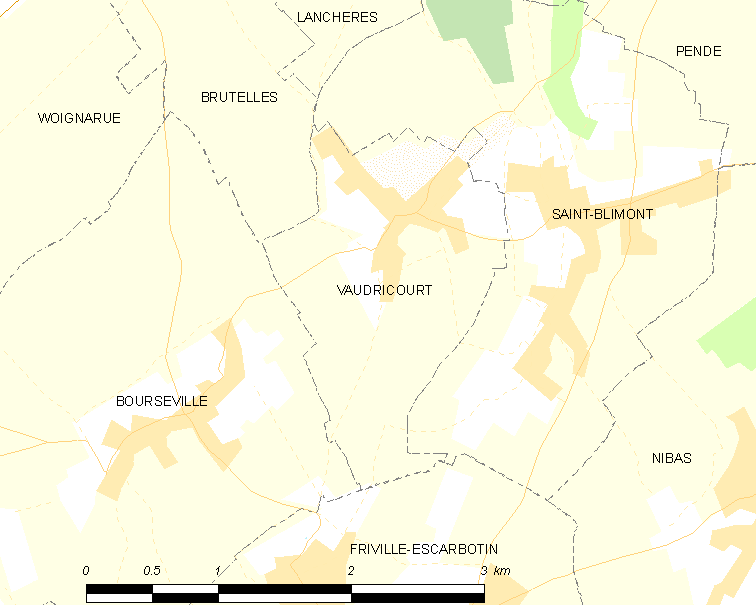
municipi

El 2007 la població de fet de Vaudricourt era de 437 persones. Hi havia 180 famílies de les quals 44 eren unipersonals (12 homes vivint sols i 32 dones vivint soles), 60 parelles sense fills, 68 parelles amb fills i 8 famílies monoparentals amb fills.
La població ha evolucionat segons el següent gràfic:
Habitants censats

### Habitatges
El 2007 hi havia 195 habitatges, 183 eren l'habitatge principal de la família, 6 eren segones residències i 5 estaven desocupats. Tots els 195 habitatges eren cases. Dels 183 habitatges principals, 157 estaven ocupats pels seus propietaris, 19 estaven llogats i ocupats pels llogaters i 7 estaven cedits a títol gratuït; 8 tenien dues cambres, 37 en tenien tres, 60 en tenien quatre i 78 en tenien cinc o més. 125 habitatges disposaven pel capbaix d'una plaça de pàrquing. A 79 habitatges hi havia un automòbil i a 81 n'hi havia dos o més.

### Piràmide de població
La piràmide de població per edats i sexe el 2009 era:
| Homes | Edats   | Dones |
| ----- | ------- | ----- |
| 0     | 95 o +  | 0     |
| 0     | 90 a 94 | 0     |
| 4     | 85 a 89 | 4     |
| 12    | 80 a 84 | 0     |
| 8     | 75 a 79 | 20    |
| 16    | 70 a 74 | 12    |
| 16    | 65 a 69 | 16    |
| 8     | 60 a 64 | 4     |
| 8     | 55 a 59 | 0     |
| 20    | 50 a 54 | 12    |
| 28    | 45 a 49 | 24    |
| 16    | 40 a 44 | 36    |
| 20    | 35 a 39 | 24    |
| 12    | 30 a 34 | 12    |
| 4     | 25 a 29 | 4     |
| 20    | 20 a 24 | 4     |
| 12    | 15 a 19 | 24    |
| 24    | 10 a 14 | 24    |
| 16    | 5 a 9   | 8     |
| 0     | 0 a 4   | 12    |

## Economia
El 2007 la població en edat de treballar era de 281 persones, 214 eren actives i 67 eren inactives. De les 214 persones actives 192 estaven ocupades (101 homes i 91 dones) i 22 estaven aturades (13 homes i 9 dones). De les 67 persones inactives 26 estaven jubilades, 22 estaven estudiant i 19 estaven classificades com a «altres inactius».

### Ingressos
El 2009 a Vaudricourt hi havia 179 unitats fiscals que integraven 422 persones, la mediana anual d'ingressos fiscals per persona era de 17.473 €.

### Activitats econòmiques
Dels 18 establiments que hi havia el 2007, 1 era d'una empresa extractiva, 3 d'empreses de fabricació de material elèctric, 4 d'empreses de fabricació d'altres productes industrials, 3 d'empreses de construcció, 2 d'empreses de comerç i reparació d'automòbils, 1 d'una empresa d'hostatgeria i restauració, 1 d'una empresa de serveis, 2 d'entitats de l'administració pública i 1 d'una empresa classificada com a «altres activitats de serveis».
Dels 4 establiments de servei als particulars que hi havia el 2009, 1 era un guixaire pintor, 2 electricistes i 1 perruqueria.
L'únic establiment comercial que hi havia el 2009 era una botiga d'electrodomèstics.
L'any 2000 a Vaudricourt hi havia 8 explotacions agrícoles.

## Equipaments sanitaris i escolars
El 2009 hi havia una escola elemental.

## Poblacions més properes
El següent diagrama mostra les poblacions més properes.